# Stephen Curry
Wardell Stephen „Steph“ Curry II [ˈstɛfən ˈkɜ:ri] (* 14. März 1988 in Akron, Ohio) ist ein US-amerikanischer Basketballspieler, der seit 2009 für die Golden State Warriors in der NBA spielt. Curry wurde 2009 von den Warriors an siebter Stelle gedraftet und verbrachte bisher seine gesamte Profilaufbahn dort. Er ist der Sohn des ehemaligen NBA-Spielers Dell Curry und der ältere Bruder von Seth Curry, der ebenfalls in der nordamerikanischen Profiliga unter Vertrag steht.
Curry gilt als einer der besten Spieler der Welt und als der beste Distanzwerfer der Basketballgeschichte. Viele Experten und frühere NBA-Spieler sehen ihn heute sogar als besten Werfer aller Zeiten. In der Saison 2012/13 stellte Curry mit 272 den NBA-Rekord für erzielte Dreier in einer Saison auf. Er übertraf diesen Rekord 2014/15 mit 286 und 2015/16 mit 402 Treffern erneut. Am 14. Dezember 2021 hat Curry den Dreierrekord der Regular Season der NBA gebrochen und auf 2977 verwandelte Würfe verbessert. Er überholte beim 105:96 der Golden State Warriors gegen die New York Knicks den bisherigen Rekordhalter Ray Allen.
In seiner Karriere mit den Warriors war er bisher unter anderem viermal NBA-Meister, achtmal All-Star, zweimal Most Valuable Player (MVP) der Liga sowie einmal MVP der Finals. In den Spielzeiten 2015/16 (30,1 Punkte) und 2020/21 (32,0 Punkte) führte er die Liga zusätzlich in erzielten Punkten pro Spiel an.

## Jugend und College
Curry wurde als Sohn des damaligen NBA-Basketballspielers Dell Curry in der Industriestadt Akron in Ohio im selben Krankenhaus wie sein langjähriger NBA-Rivale LeBron James geboren, nämlich im Akron General Medical Center. Als er auf die Welt kam, war sein Vater noch für die Cleveland Cavaliers aktiv. Mit dessen Wechsel zu den Charlotte Hornets zog auch Stephen nach Charlotte in North Carolina, wo er einen Großteil seiner Kindheit verbrachte. Curry besuchte die Middle School am Queensway Christian College in Toronto, da sein Vater zu den Toronto Raptors gewechselt war.
Mit dem Karriereende des Vaters kehrte die Familie nach Charlotte zurück und Stephen besuchte nun die Christian School in Charlotte. Er ist der beste Werfer der Schulgeschichte mit über 1.700 Punkten. Curry war All-State-, All-Conference- und Team-MVP, während er sein Team zu drei Conference-Titeln und drei State-Playoff-Auftritten führte. Curry beendete seine Senior-Saison mit einer Wurfquote von über 48 % aus der 3-Punkte-Distanz. Ungeachtet seines Erfolgs an der High School erhielt er kein Stipendium von einer Major-Conference-Schule. Nachdem er Angebote vom Davidson College, Virginia Commonwealth und Winthrop erhalten hatte, entschied sich Curry für das Davidson College, das seit 1969 kein Spiel im NCAA-Division-I-Basketball-Championship-Turnier mehr gewonnen hatte.
Curry spielte drei Jahre für die Davidson Wildcats und erzielte in dieser Zeit in 104 Spielen 25,3 Punkte, 4,5 Rebounds, 3,7 Assists und 2,1 Steals im Schnitt. Das letzte Jahr führte er die NCAA mit 28,5 Punkten im Schnitt als bester Scorer an. Mit Davidson scheiterte er jedoch in der zweiten Runde des NCAA-Turniers an den Saint Mary’s Gaels. Nach dem Ausscheiden verkündete Curry, dass er auf sein letztes Collegejahr verzichten und sich zum NBA-Draft anmelden werde.

## Karriere

### NBA
Curry wurde am 25. Juni 2009 im NBA-Draft 2009 an 7. Stelle von den Golden State Warriors ausgewählt. Für seine Leistungen im ersten Profijahr wurde Curry in das NBA All-Rookie First Team berufen. Bei der Wahl zum Rookie of the Year belegte er hinter Tyreke Evans den zweiten Platz. Er nahm 2011 an der NBA Skills Challenge teil, wo er den ersten Platz belegte. Zudem gewann er den NBA Sportsmanship Award. Aufgrund einer Verletzung am rechten Knöchel setzte er einen Großteil der Saison 2011/12 aus. Geschwächt durch seine Verletzung erzielte er im dritten NBA-Jahr 14,7 Punkte im Schnitt.

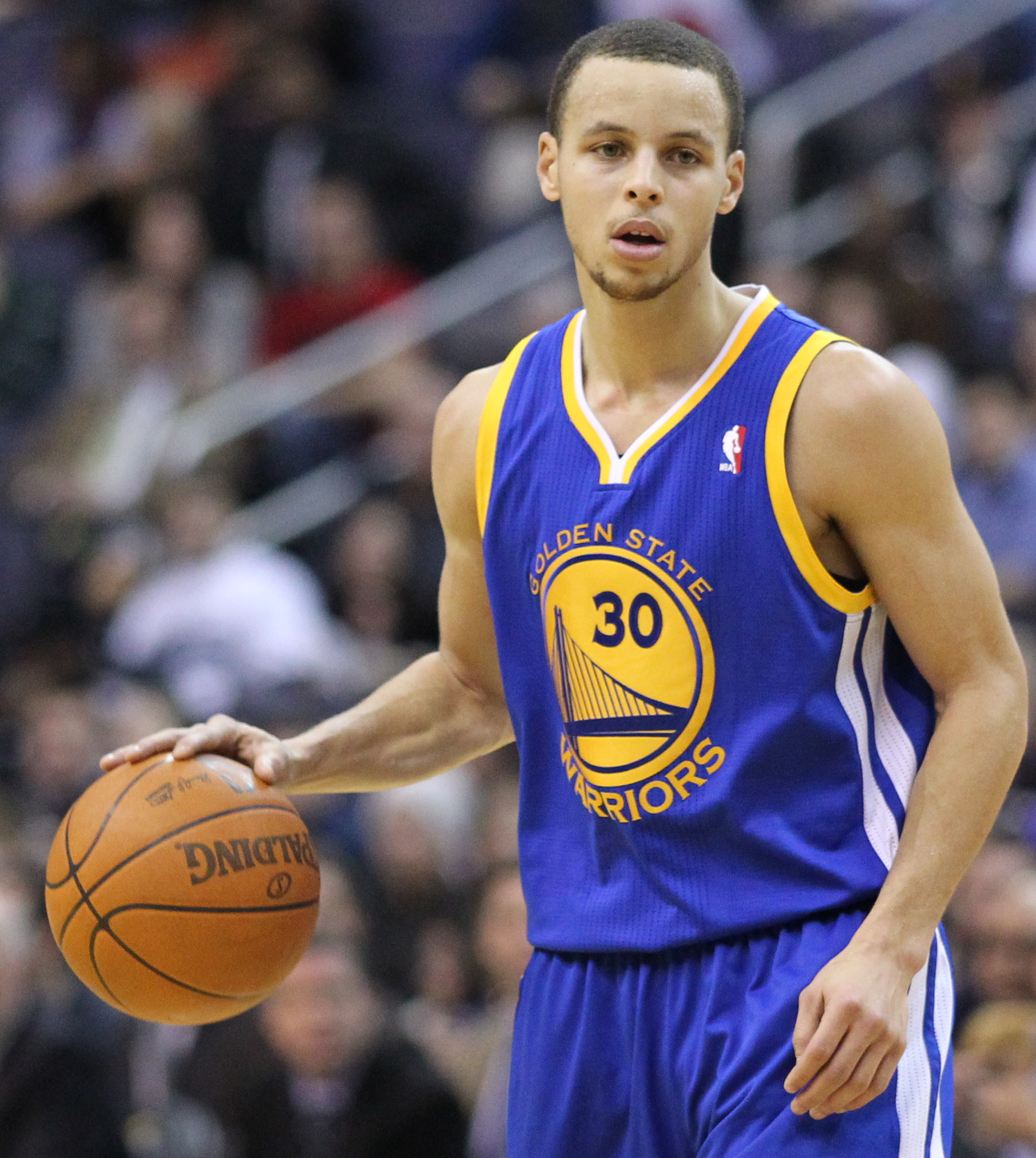
Curry in seiner zweiten Profisaison

Curry unterschrieb im Sommer 2012 einen Vierjahresvertrag über 44 Millionen US-Dollar, was aufgrund seiner Verletzungshistorie zunächst als Risiko gesehen wurde. Doch Curry gelang in der Saison 2012/13 der Durchbruch. Am 27. Februar 2013 erzielte Curry bei der 105:109-Niederlage seiner Warriors gegen die New York Knicks einen Karriererekord von 54 Punkten. Dies war die vierthöchste erzielte Punkteausbeute im Madison Square Garden, nach Carmelo Anthony (62 Punkte), Kobe Bryant (61 Punkte) und Michael Jordan (55 Punkte). Er traf bei diesem Spiel mit 11 Dreipunktewurftreffern die zweithöchste Dreipunkt-Ausbeute der NBA-Geschichte.
In der Saison 2012/13 verbesserte Curry den zuvor von Ray Allen gehaltenen Rekord für erfolgreiche Dreipunktwürfe während der „Regular Season“ auf 272. Curry und sein Teamkollege Klay Thompson werden als die „Splash-Brothers“ bezeichnet, die vor allem für ihre gefährlichen Distanzwürfe gefürchtet sind. Zusammen verwandelten sie 483 Dreipunktwürfe, mehr als jedes andere Duo der Liga.
2014 wurde Curry erstmals als Starter für die Western Conference in das NBA All-Star Game berufen. Mit 24,0 Punkten und 8,5 Assists im Schnitt legte Curry neue Karrierebestwerte hin. Mit den Warriors scheiterte er jedoch in der ersten Playoffrunde an den Los Angeles Clippers.
2015 wurde Curry erneut als Starter für das NBA All-Star Game berufen. Er erhielt bei der Wahl die meisten Stimmen aller NBA-Spieler und landete damit überraschend noch vor LeBron James. Am 4. Februar 2015 erzielte Curry beim 128:114-Heimsieg seiner Warriors gegen die Dallas Mavericks 51 Punkte. Er traf dabei 10 Dreier, sammelte zudem noch 4 Assists und griff sich 4 Rebounds. Er verbesserte in der Saison seinen eigenen Rekord für die meisten verwandelten Dreier in einer Saison auf 286. Nachdem er sein Team zu einer Rekordbilanz von 67:15 Siegen geführt hatte, wurde er für seine Leistungen als MVP der Saison ausgezeichnet. Am 23. Mai 2015 stellte Curry im dritten Spiel der Western Conference Finals den NBA-Rekord für die meisten Dreier in einer Playoff-Saison auf. Der vorherige Rekord wurde von Reggie Miller gehalten (58 Dreier in 22 Spielen). Insgesamt traf Curry in den Playoffs 2015 98 Dreier in 21 Spielen. Anschließend wurde er Meister, nachdem die Golden State Warriors im Finale die Cleveland Cavaliers mit 4:2 besiegten.
Im ersten Spiel der Saison 2015/16 führte Curry die Warriors mit 40 Punkten zu einem Heimsieg gegen die New Orleans Pelicans. Am 30. Oktober 2015 erzielte Curry beim Gastspiel der Warriors bei den Pelicans 53 Punkte, verteilte 9 Assists, holte sich 4 Rebounds und 4 Steals. Im 3. Viertel gelang ihm dabei mit 28 Punkten ein neuer persönlicher Rekord. Am 14. November 2015 traf Curry seinen 1246. Dreier und überholte damit seinen Vater Dell in der All-Time-Liste für die meisten verwandelten Dreier. Am 25. Februar 2016 erzielte er im 128. Regular-Season-Spiel in Folge mindestens einen Dreier und übertraf damit den vorherigen Rekord von Kyle Korver. Im darauffolgenden Spiel am 27. Februar 2016 gegen die Oklahoma City Thunder traf Curry 12 Dreier und stellte damit den Rekord für die meisten Dreier in einem Spiel ein. Vor ihm trafen nur Kobe Bryant und Donyell Marshall 12 mal von der Dreipunktlinie.

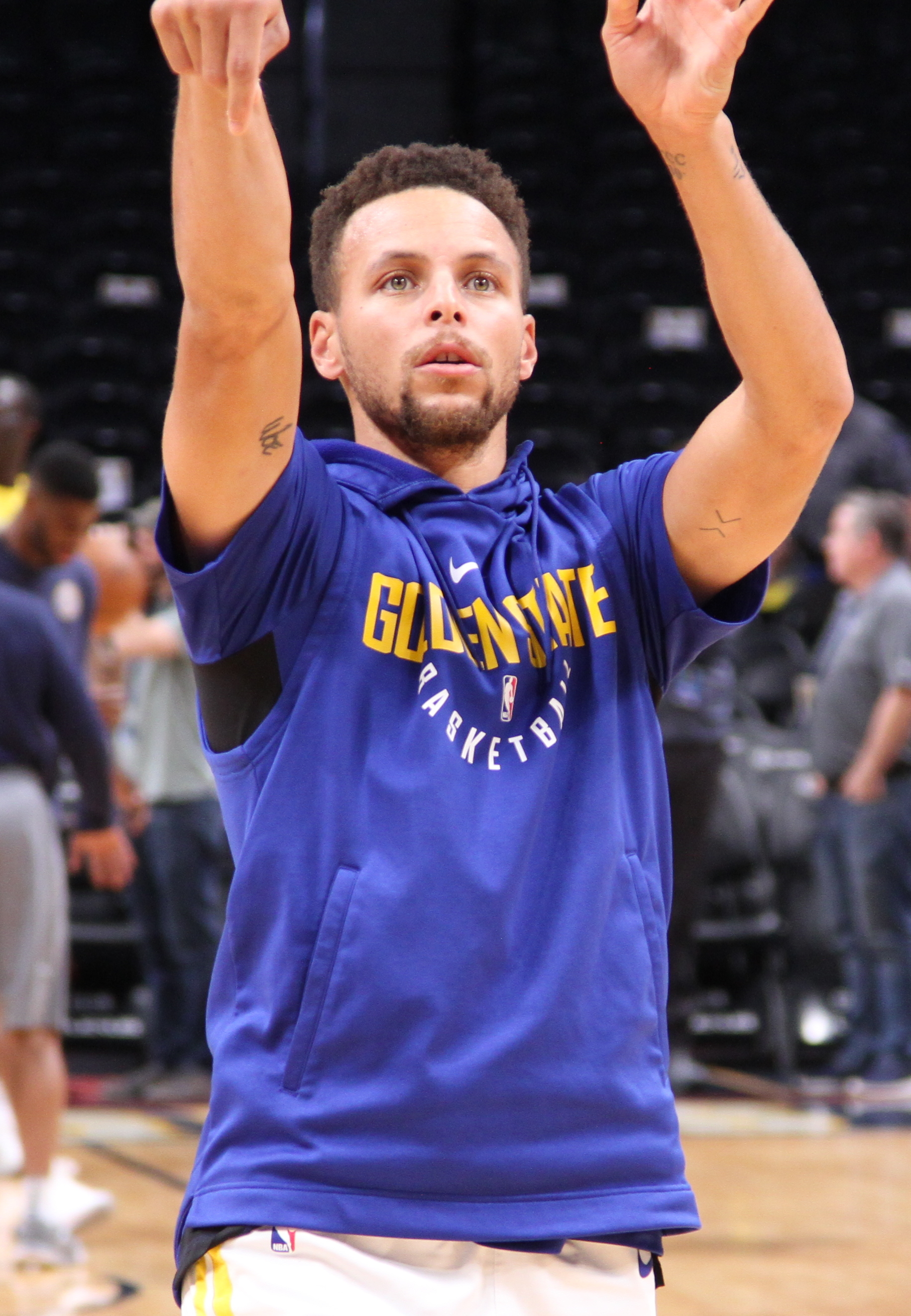
Curry im November 2017

Die Saison 2015/16 war in vielerlei Hinsicht Currys bis dato beste. Als erster Spieler traf er mindestens 300 Mal jenseits der Dreierlinie in einer Saison. Insgesamt schaffte er es sogar 402 Mal. Curry traf in jedem seiner 79 Spiele mindestens einen Versuch von Downtown. Nach dem letzten Spiel der Regulären Saison hat er einen Schnitt von 30,1 Punkten pro Spiel; 6,3 Punkte mehr als in der vorangegangenen Saison, als er zum MVP gewählt worden war. Curry traf 50,4 Prozent seiner Würfe aus dem Feld, 45,4 Prozent Dreier und 90,8 Prozent von der Freiwurflinie (Liga-Bestmarke). Er ist der erste 50/40/90-Spieler der NBA mit einem 30-Punkte-Schnitt. Auch gelangen ihm die meisten Steals pro Spiel (2,14). Für seine Leistungen in der Saison wurde Curry zum zweiten Mal in Folge als MVP ausgezeichnet; es war die erste einstimmige MVP-Wahl in der Liga-Geschichte. Mit den Warriors erreichte Curry, nach einer Rekordsaison von 73 Saisonsiegen und nur 9 Niederlagen mit den Warriors, das NBA-Finale, unterlag jedoch dem Vorjahresfinalisten Cleveland mit 3:4, nachdem sie zuvor 3:1 in der Serie vorne lagen.
Am 8. November 2016 brach Curry, beim 116:106-Sieg über die New Orleans Pelicans, mit 13 getroffenen Dreipunktwürfen den NBA-Dreierrekord. Zuvor teilte sich Curry den Rekord mit Kobe Bryant und Donyell Marshall mit 12 Treffern. Allerdings übertraf ihn Klay Thompson am 29. Oktober 2018 beim Spiel der Warriors gegen die Chicago Bulls um einen Dreier. Mit den Warriors gewann Curry 2017 erneut die NBA-Meisterschaft, indem man sich im Finale gegen den Titelverteidiger Cleveland Cavaliers durchsetzen konnte. Auch 2018 gewann Curry mit den Warriors erneut die Meisterschaft, man bezwang zum wiederholten Male die Cleveland Cavaliers im Finale.
Am 4. Januar 2021 erzielte Curry in einem Sieg gegen die Portland Trail Blazers 62 Punkte und stellte damit einen neuen Karriererekord und einen neuen Punkterekord im Chase Center auf. Am 13. April 2021 erzielte Curry in einem Spiel gegen die Denver Nuggets 53 Punkte und überholte damit Wilt Chamberlain (17.783) für die meisten Punkte in der Geschichte der Golden State Warriors. Chamberlain hielt diesen Rekord seit dem 18. März 1964, nach einem Spiel in dem Chamberlain 36 Punkte auflegte und damit Paul Arizin (16.266) mit genau einem Punkt überholte. Nach der enttäuschenden Saison 2019/20, in der die Golden State Warriors in der Western Conference nur den letzten Platz belegt hatten, war Curry in der Saison 2020/21 als bester Scorer der Regular Season maßgeblich am Erreichen des Play-In Tournaments beteiligt. Hier schied Curry mit seiner Mannschaft nach Niederlagen gegen die Los Angeles Lakers und Memphis Grizzlies aus.
Am 3. August 2021 unterzeichnete Curry eine 4-Jahres-Verlängerung bei den Golden State Warriors im Wert von 215 Millionen US-Dollar.
Am 16. Juni 2022 gewann Curry, nach erfolgreichen Playoffs und einem 4:2 Gewinn gegen die Boston Celtics, seinen vierten Titel mit den Warriors und seinen ersten Finals MVP. Damit wurde er zum ersten Guard seit Kobe Bryant in der Saison 2009/10, welcher diese Auszeichnung erhalten hat.
Am 30. April 2023 warf Curry 50 Punkte beim 120:100-Erfolg bei den Sacramento Kings. Er übertraf damit den Playoff-Spiel-7-Rekord, den Kevin Durant (48) zuvor innehatte. Er traf 20 (davon 7 Dreier) seiner 38 Versuche, wobei er nie zuvor mehr Würfe nahm. Am 10. Mai 2023 übertraf er Dwyane Wade und steht zum Saisonende an Rang 11 der NBA-Spieler mit den meisten Punkten in den Play-offs (3966 Punkte). Er unterlag mit seinem Team in der Halbfinalserie den L.A. Lakers mit 2:4.

### Nationalmannschaft

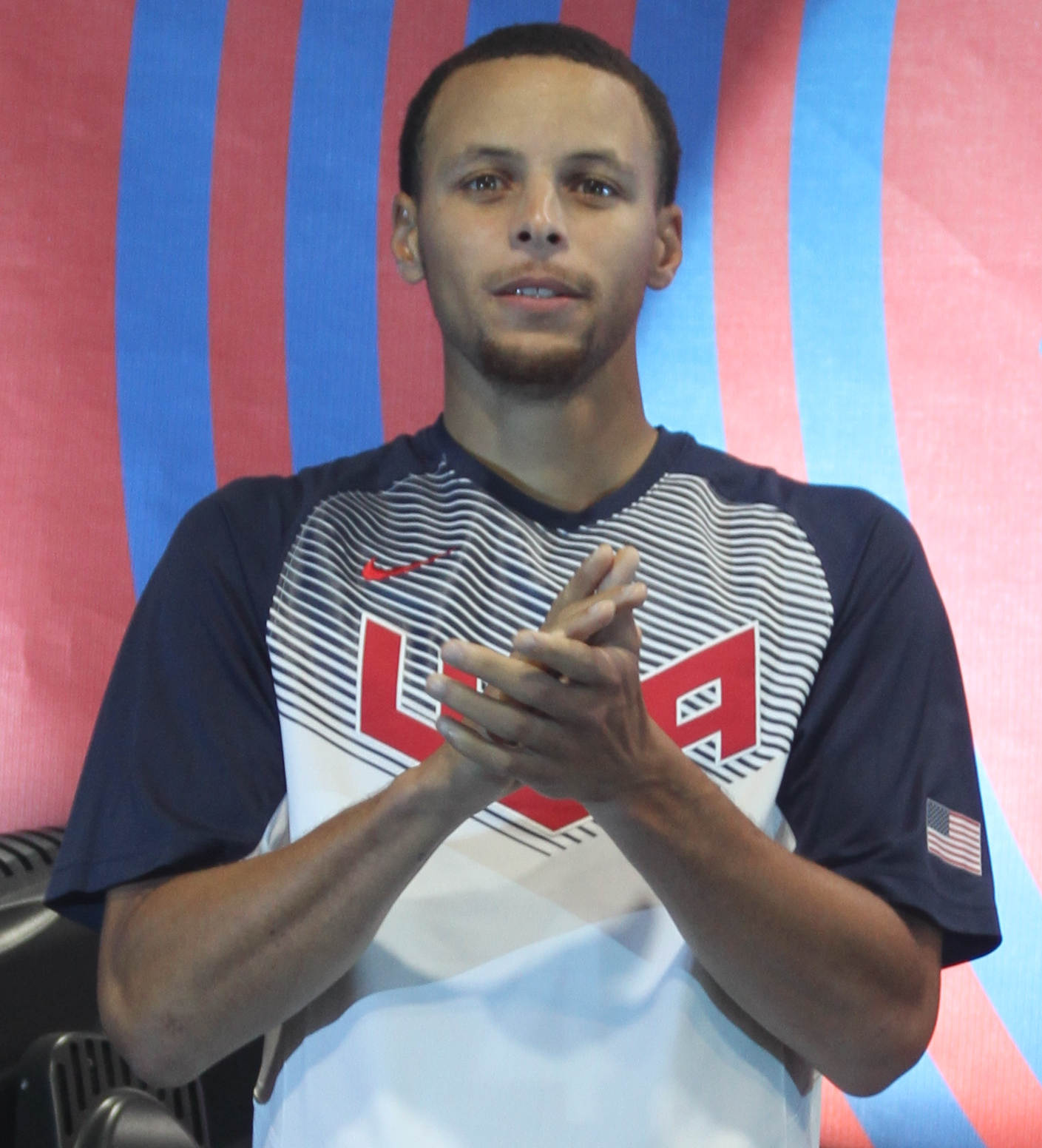
Curry im Trikot der Nationalmannschaft der USA

Curry war in der ersten Hälfte der 2010er wesentlicher Bestandteil der US-Nationalmannschaft, die bei der Basketball-Weltmeisterschaft 2010 in der Türkei und bei der Basketball-Weltmeisterschaft 2014 in Spanien die Goldmedaille gewann, bevor er 2016 bekanntgab, aufgrund von Verletzungsproblemen aus der Nationalmannschaft zurückzutreten.
Im April 2024 wurde bekanntgegeben, dass Curry für die Olympischen Spiele  in Paris nach fast zehn Jahren Abwesenheit in die Nationalmannschaft zurückkehren würde. Am 8. August 2024 erzielte er im Halbfinale der Olympischen Spiele 36 Punkte, darunter neun Dreier, und 8 Rebounds, womit er die Vereinigten Staaten zu einem 95:91-Sieg gegen Serbien führte, nachdem sie zu Beginn des vierten Viertels mit 63:76 zurücklagen. Im Goldmedaillen-Spiel gegen Frankreich erzielte Curry 24 Punkte, davon zwölf im vierten Viertel, wobei alle seiner Punkte durch Dreipunktwürfe zustande kamen. Currys Punkteausbeute stellte die höchste im Team dar und verhalf den USA, das Spiel mit 98:87 zu gewinnen und sich somit ihre 17. olympische Basketball-Goldmedaille (davon ihre fünfte in Folge) zu sichern. Nach Ende des Turniers wurde Curry in die All-Star Five der Olympischen Spiele berufen.

## Auszeichnungen & Erfolge
- 4× NBA-Meister: 2015, 2017, 2018, 2022
- 1× NBA Finals MVP: 2022
- 2× NBA Most Valuable Player (MVP): 2015, 2016
- 11× NBA All-Star: 2014–2019, 2021, 2022, 2023 (Starting Five-Verzicht wegen Verletzung), 2024, 2025
  - 2× All-Star-Game MVP: 2022, 2025
- 4× All-NBA First Team: 2015, 2016, 2019, 2021
  - 5× All-NBA Second Team: 2014, 2017, 2022, 2023, 2025
  - 2× All-NBA Third Team: 2018, 2024
- NBA All-Rookie First Team: 2010
- 1× Western Conference Finals MVP: 2022
- Clutch Player of the Year: 2024
- NBA 75th Anniversary Team
- 2× Basketball-Weltmeister (Team USA): 2010, 2014
- 1× Olympiasieger (Team USA): 2024[45]
  - All-Star Five der Olympischen Spiele 2024[44]
- NBA Sportsmanship Award 2011 für Fairness und ethisch korrektes Verhalten im Sport
- NBA Community Assist Award: 2014
- J. Walter Kennedy Citizenship Award: 2023[46]
- Kareem Abdul-Jabbar Social Justice Champion Award: 2023[47]
- Twyman-Stokes Teammate of the Year Award: 2025

Sonstige
- Gewinner des NBA Dreier-Wettbewerbs:  2015, 2021
- Gewinner der NBA Skills Challenge: 2011
- ESPY Awards 2015: Best NBA Player & Best Male Athlete
- Gewinner NBA-All-Star-Dreipunktewettbewerb (Sabrina Ionescu gegen Stephen Curry): 2024

## Rekorde
- 2× Meiste Punkte pro Spiel (NBA scoring title): 2016, 2021[48]
- Meiste Steals pro Spiel (NBA): 2016
- NBA-Rekord für die meisten verwandelten Dreier (in der Regular Season und den Playoffs zusammen): 4676 (Stand: 19. April 2025)[49][50][51]
- NBA-Rekord für die meisten verwandelten Dreier in der Regular Season: 4058 (Stand: 19. April 2025)[52]
- NBA-Rekord für die meisten verwandelten Dreier in einer Saison: 402 (2016)[53]
- NBA-Rekord für die meisten aufeinanderfolgenden Spiele mit mindestens einem Dreier (in der Regular Season und den Playoffs zusammen, Ende der Serie: 14. Juni 2022): 233[54]
- NBA-Rekord für die meisten aufeinanderfolgenden Playoff-Spiele mit mindestens einem Dreier (bis dahin ohne Fehlspiel in der gesamten Karriere, Ende der Serie: 14. Juni 2022): 132[55]
- NBA-Rekord für die meisten aufeinanderfolgenden Playoff-Spiele mit mindestens zwei Dreiern: 38[56]
- NBA-Rekord für die meisten aufeinanderfolgenden Spiele in der Regular Season mit mindestens einem Dreier: 268 (1. Dezember 2018 bis 16. Dezember 2023)[57][58]
- NBA-Rekord für die meisten aufeinanderfolgenden Spiele in der Post Season mit mindestens einem Dreier: 112
- NBA-Rekord für die meisten verwandelten Dreier in den Playoffs: 618 (Stand: Saisonende 2023)[49]
- NBA-Rekord für die meisten Punkte in einem Playoff-Spiel-7: 50 (beim 120:100-Erfolg über die Sacramento Kings, 30. April 2023)[59]
- NBA-Rekord für die meisten verwandelten Dreier in einer Postseason: 98 (2015)[60]
- Meiste Spiele in der Geschichte der Golden State Warriors
- Meiste Punkte in der Geschichte der Golden State Warriors[31]
- Meiste Assists in der Geschichte der Golden State Warriors[61]
- Meiste Steals in der Geschichte der Golden State Warriors
- Meiste Ausdauer der NBA
- Dreier König in der NBA

## Persönliches
Sein Vater Dell Curry spielte 16 Jahre in der NBA, unter anderem für die Charlotte Hornets, und wurde 1994 als bester Bankspieler der Liga ausgezeichnet. Sein jüngerer Bruder Seth ist ebenfalls Basketballspieler in der NBA. Curry ist seit 2011 mit Ayesha Alexander verheiratet und seit 2012 Vater einer Tochter. Im Juli 2015 kam seine zweite Tochter auf die Welt. Sein Sohn Canon Curry wurde im Juli 2018 geboren.

## Karriere-Statistiken

### NBA

#### Reguläre Saison
| Saison   | Team         | GP   | GS   | MPG  | FG % | 3P % | FT %  | RPG | APG | SPG  | BPG | TO  | PPG   |
| -------- | ------------ | ---- | ---- | ---- | ---- | ---- | ----- | --- | --- | ---- | --- | --- | ----- |
| 2009–10  | Golden State | 80   | 77   | 36.2 | .462 | .437 | .885  | 4.5 | 5.9 | 1.9  | 0.2 | 3.1 | 17.5  |
| 2010–11  | Golden State | 74   | 74   | 33.6 | .480 | .442 | .934* | 3.9 | 5.8 | 1.5  | 0.3 | 3.1 | 18.6  |
| 2011–12  | Golden State | 26   | 23   | 28.1 | .490 | .455 | .809  | 3.4 | 5.3 | 1.5  | 0.3 | 2.5 | 14.7  |
| 2012–13  | Golden State | 78   | 78   | 38.2 | .451 | .453 | .900  | 4.0 | 6.9 | 1.6  | 0.2 | 3.1 | 22.9  |
| 2013–14  | Golden State | 78   | 78   | 36.5 | .471 | .424 | .885  | 4.3 | 8.5 | 1.6  | 0.2 | 3.8 | 24.0  |
| 2014–15  | Golden State | 80   | 80   | 32.7 | .487 | .443 | .914* | 4.3 | 7.7 | 2.0  | 0.2 | 3.1 | 23.8  |
| 2015–16  | Golden State | 79   | 79   | 34.2 | .504 | .454 | .908* | 5.4 | 6.7 | 2.1* | 0.2 | 3.3 | 30.1* |
| 2016–17  | Golden State | 79   | 79   | 33.4 | .468 | .411 | .898  | 4.5 | 6.6 | 1.8  | 0.2 | 3.0 | 25.3  |
| 2017–18  | Golden State | 51   | 51   | 32.0 | .495 | .423 | .921* | 5.1 | 6.1 | 1.6  | 0.2 | 3.0 | 26.4  |
| 2018–19  | Golden State | 69   | 69   | 33.8 | .472 | .437 | .916  | 5.3 | 5.2 | 1.3  | 0.4 | 2.8 | 27.3  |
| 2019–20  | Golden State | 5    | 5    | 27.9 | .402 | .245 | 1.000 | 5.2 | 6.6 | 1.0  | 0.4 | 3.2 | 20.8  |
| 2020–21  | Golden State | 63   | 63   | 34.2 | .482 | .421 | .916  | 5.5 | 5.8 | 1.2  | 0.1 | 3.4 | 32.0* |
| 2021–22  | Golden State | 64   | 64   | 34.5 | .437 | .380 | .923  | 5.2 | 6.3 | 1.3  | 0.4 | 3.2 | 25.5  |
| 2022–23  | Golden State | 56   | 56   | 34.7 | .493 | .427 | .915  | 6.1 | 6.3 | 0.9  | 0.4 | 3.2 | 29.4  |
| 2023–24  | Golden State | 74   | 74   | 32.7 | .450 | .408 | .923  | 4.5 | 5.1 | 0.7  | 0.4 | 2.8 | 26.4  |
| 2024–25  | Golden State | 70   | 70   | 32.2 | .448 | .397 | .933* | 4.4 | 6.0 | 1.1  | 0.4 | 2.9 | 24.5  |
| Gesamt   | Gesamt       | 1026 | 1020 | 34.1 | .471 | .423 | .911‡ | 4.7 | 6.4 | 1.5  | 0.3 | 3.1 | 24.7  |
| All-Star | All-Star     | 11   | 10   | 25.0 | .424 | .393 | 1.000 | 5.5 | 5.1 | 1.3  | 0.3 | 2.5 | 19.6  |

#### Play-offs
| Saison  | Team         | GP  | GS  | MPG  | FG % | 3P % | FT % | RPG | APG | SPG | BPG | TO  | PPG  |
| ------- | ------------ | --- | --- | ---- | ---- | ---- | ---- | --- | --- | --- | --- | --- | ---- |
| 2012–13 | Golden State | 12  | 12  | 41.4 | .434 | .396 | .921 | 3.8 | 8.1 | 1.7 | 0.2 | 3.3 | 23.4 |
| 2013–14 | Golden State | 7   | 7   | 42.4 | .440 | .386 | .881 | 3.6 | 8.4 | 1.7 | 0.1 | 3.7 | 23.0 |
| 2014–15 | Golden State | 21  | 21  | 39.3 | .456 | .422 | .835 | 5.0 | 6.4 | 1.9 | 0.1 | 3.9 | 28.3 |
| 2015–16 | Golden State | 18  | 17  | 34.1 | .438 | .404 | .916 | 5.5 | 5.2 | 1.4 | 0.3 | 4.2 | 25.1 |
| 2016–17 | Golden State | 17  | 17  | 35.3 | .484 | .419 | .904 | 6.2 | 6.7 | 2.0 | 0.2 | 3.4 | 28.1 |
| 2017–18 | Golden State | 15  | 14  | 37.0 | .451 | .395 | .957 | 6.1 | 5.4 | 1.7 | 0.7 | 2.9 | 25.5 |
| 2018–19 | Golden State | 22  | 22  | 38.4 | .441 | .377 | .943 | 6.0 | 5.7 | 1.1 | 0.2 | 3.0 | 28.2 |
| 2021–22 | Golden State | 22  | 18  | 34.7 | .459 | .397 | .829 | 5.2 | 5.9 | 1.3 | 0.4 | 2.6 | 27.4 |
| 2022–23 | Golden State | 13  | 13  | 37.9 | .466 | .363 | .845 | 5.2 | 6.1 | 1.0 | 0.5 | 3.2 | 30.5 |
| 2024–25 | Golden State | 8   | 8   | 35.1 | .477 | .400 | .893 | 5.3 | 5.1 | 1.0 | 0.8 | 3.4 | 22.6 |
| Gesamt  | Gesamt       | 155 | 149 | 37.2 | .454 | .397 | .889 | 5.3 | 6.1 | 1.5 | 0.3 | 3.3 | 26.8 |

(Quelle:)